# Cheilotrichia (Empeda) complicata
Cheilotrichia (Empeda) complicata is een tweevleugelige uit de familie steltmuggen (Limoniidae). De soort komt voor in het Neotropisch gebied.